# Nove de Abril (escola de samba)
O Grêmio Recreativo Cultural Social Escola de Samba Nove de Abril é uma escola de samba de Cubatão, atualmente esta sediada no bairro de Jardim Costa e Silva na cidade de Cubatão.

## História
A Nove de Abril foi fundada em 1977, por moradores do núcleo Jardim Costa e Silva.
Conquistou somente o primeiro campeonato em 1991.
A sede da agremiação fica localizada na Rua Padre Bartolomeu de Gusmão, 274 no bairro da Jardim Costa e Silva, em Cubatão.
Foi fundada em 1977 onde juntou-se os moradores daquele bairro, dirigidos pelo sr Raussi primeiro presidente da escola, nesta época juntou-se também os batuqueiros do bairro com o batuque do Dunga,que eram;Dunga, João Lincoln, Adalberto (Mestre barba), Gouveia, Negão Neto, Gílson, Laércio, Nei etc...Assim formou-se a Bateria do fundão (Escola do fundão/Nove de Abril), onde o Mestre da Bateria foram Adalberto (Mestre barba) e Jailton (Mestre Jajá) e o puxador de Samba enredo era Sandoval (Camisa). Sua ala de compositores era formada por Maneco da 9, Agnaldo Cachaça, Pedrinho da Véia (Humaitá), Mestre Jajá, dentre outros. Teve como casais de Mestre Sala e Porta Bandeira nomes como: Dona Elisa e Chocolate, Paulinho e Edna, Nivaldo e Genilda além de outros. Nas alegorias destacaram-se nomes como China da Montanha e Dona Elisa, além de Reginaldo Sampaio dentre outros.

## Títulos
Campeã em 1991.

## Carnavais
| Ano  | Colocação | Grupo | Enredo                                                           | Carnavalesco |
| ---- | --------- | ----- | ---------------------------------------------------------------- | ------------ |
| 1990 |           |       | Do Chão à Ilusão, Cenário de uma Nação                           |              |
| 1991 | Campeã    |       |                                                                  |              |
| 2005 | 3º lugar  |       | Água. O fantástico combustível da vida                           |              |
| 2006 |           |       |                                                                  |              |
| 2007 | 4º lugar  | único |                                                                  |              |
| 2008 | 4º lugar  | único | Vai-Vai – Minha força minha raça. Canta e encanta minha saracura |              |